# Géberjén
Géberjén is een plaats (község) en gemeente in het Hongaarse comitaat Szabolcs-Szatmár-Bereg. Géberjén telt 574 inwoners (2001).